# Neoathyreus tweedyanus
Neoathyreus tweedyanus är en skalbaggsart som beskrevs av John Obadiah Westwood 1848. Neoathyreus tweedyanus ingår i släktet Neoathyreus och familjen Bolboceratidae. Inga underarter finns listade i Catalogue of Life.